# Окулицкий, Леопольд
Леопо́льд Окули́цкий (пол. Leopold Okulicki, также Леопольд Блажиевич Окулицкий, псевдонимы Медвежонок, пол. Niedźwiadek, Термит, Кобра и другие; 12 ноября 1898 — 24 декабря 1946) — польский военачальник, генерал, последний командующий Армии Крайовой. В 1945 году был арестован НКВД и погиб при невыясненных обстоятельствах ().

## Биография
Леопольд Окулицкий родился 12 ноября (по некоторым данным 11 или 13 ноября) 1898 года в Братучицах близ Бохни (тогда — Австро-Венгрия).
В 1910 году Окулицкий стал членом парамилитарного Стрелецкого Союза, а в 1914 году (в возрасте 16 лет) сдал экзамены на чин унтер-офицера. Окулицкий принимал участие в Первой мировой войне. В 1915 году вступил в 3-й полк Польских Легионов, входивших в состав Австро-Венгерской армии.
В 1917 году Окулицкий поступил в австрийскую офицерскую школу, но менее, чем через год бросил учёбу. В новообразованном Войске Польском получил чин подпоручика и должность командира взвода в 4-м пехотном полку. Принял участие в Советско-польской войне, дважды ранен. После войны был произведён из подпоручиков сразу в капитаны. В межвоенный период остался в армии, окончил в 1925 году Высшую военную школу в Варшаве, был штабным офицером и вел преподавательскую деятельность. В 1925 году, с отличием закончив это учебное заведение, капитан Окулицкий был направлен в Гродно на должность офицера штаба округа. Прослужив там почти пять лет и получив майорский чин, он в течение года командовал батальоном в 75-м пехотном полку. Затем Окулицкого направили на Центр подготовки пехоты (Centrum Wyszkolenia Piechoty) в Рембертув, где он четыре года преподавал тактику будущим офицерам польской армии. После этого, прослужив ещё год в войсках, подполковник Окулицкий был приглашен на работу в Генеральный штаб. Там с 1936 по 1939 годы он занимался разработкой оперативного плана «Восток», в котором детально прорабатывались действия Войска Польского в случае нападения Советского Союза.

### Вторая мировая война
После начала Второй мировой войны подполковник Окулицкий участвовал в обороне Варшавы. Ему удалось избежать пленения, и он вступил в подпольную организацию «Служба Победе Польши» (пол. Służba Zwycięstwu Polski). Позже стал командиром лодзинского округа «Союза вооружённой борьбы» а затем в ноябре 1940 года — командиром отдела этой организации во Львове. С 3 мая 1940 г. — полковник.
В январе 1941 года полковник Окулицкий был арестован НКВД, сидел в Лубянской тюрьме в Москве. Весной 1941 года на допросах в Лубянской тюрьме он рассказал о себе и об арестованном командире (генерал Михал Токажевский-Карашевич под чужим именем был задержан НКВД в 1940 году, но не был разоблачен), дал НКВД показания о подчинённой ему организации, выдал генерала Михала Токажевский-Карашевича. Делал (в письменной форме) далеко идущие политические декларации: например, предложение подчинения Союза вооружённой борьбы властям СССР.

Судьба Польши зависит не от результатов войны между Германией и Англией, а от результатов решающего сражения между Германией и СССР. Между этими двумя противниками нужно выбирать. Рассчитывать на то, что они оба выдохнутся, а посредине между ними при помощи Англии возникнет Польша — детская фантазия. Выбор для меня, а я думаю, что и для всего польского народа, нетрудный и ясный: в борьбе между СССР и Германией польский народ должен стать на сторону СССР. С юных лет, борясь за независимость своего народа, я в любой момент готов отдать свою жизнь в интересах дела, жажду служить ему и продолжать борьбу до последнего вздоха. В убеждении, что победа СССР должна дать польскому народу возможность жизни, культурного, хозяйственного и политического развития, я написал свои показания и заявляю о желании дальнейшей работы. Будет Польша красной — хорошо, пусть будет. Лишь бы только была. Впрочем, это хорошо на неё повлияет. Освободит и раскроет новые, неведомые до сих пор силы народа.

После начала Великой Отечественной войны и подписания соглашения между Сикорским и правительством СССР (соглашение Сикорского-Майского), Окулицкий был выпущен на свободу и занял пост начальника штаба создававшейся на территории СССР польской армии генерала Андерса. Позднее полковник Окулицкий был назначен командиром 7-й Пехотной Дивизии. Пройдя подготовку в Лондоне, в 1944 году он был направлен на конспиративную работу в оккупированную Польшу.
В июле 1944 года генерал Окулицкий стал командиром второго эшелона Армии Крайовой. Тадеуш Бур-Коморовский назначил его своим заместителем и преемником. 27 июля 1944 года Окулицкий был назначен Бур-Коморовским комендантом новой тайной организации под названием NIE . В августе 1944 года Окулицкий сохранил на нелегальном положении в Варшаве конспиративные штабы NIE, тщательно законспирировал местонахождение радиопередатчиков.
С сентября принимал участие в Варшавском восстании в качестве начальника штаба АК. После подавления восстания ему удалось бежать вместе с гражданским населением.
3 октября 1944 года занял пост Главного Коменданта Армии Крайовой. Штаб главной комендатуры АК переехал в Ченстохову. Ввиду невозможности продолжения широкомасштабной конспиративной борьбы направленной против ПКНО и советских войск из-за усталости населения от войны, людских потерь и репрессий со стороны НКВД и польских органов государственной безопасности, было принято решение об изменении стратегии борьбы.
19 января 1945 г. на железнодорожном вокзале в Ченстохове Окулицкий издал приказ о роспуске Армии Крайовой, приказав сохранить на нелегальном положении конспиративные штабы AK, спрятать в надежных местах оружие и боеприпасы, тщательно законспирировать местонахождение радиопередатчиков.
19 января 45-го года, из приказа генерала Окулицкого командирам АК:

1. Развивающееся советское наступление в скором времени может привести к занятию Красной Армией всей территории Польши, что в действительности означает смену немецкой оккупации советской.

2. Навязанная в 1939 году Польше война не закончится победой Советов. Для нас она закончится только тогда, когда мы достигнем своей цели…

3. В изменившихся условиях новой оккупации мы должны направить свою деятельность на восстановление независимости и защиту населения.

4. Армия Крайова распущена. Командиры не легализуются. Солдат освободить от присяги, выплатить двухмесячное содержание и законспирировать. Оружие спрятать.
Сам Окулицкий возглавил новую подпольную военно-политическую организацию «Niepodległość-NIE» («Независимость»), официально созданную польским эмиграционным правительством 14 ноября 1944 года. В задачи новой структуры входило ведение разведки и пропаганды в тылу Красной армии, диверсионная деятельность и ликвидация политических противников. Однако уже весной 1945 года организация была раскрыта органами НКВД, а почти все активные члены её руководства были арестованы.

### Арест и смерть
22 марта 1945 г. генерал Окулицкий в директиве полковнику «Славбору», командующему западным отделом «Не»:
« В случае победы СССР над Германией это будет угрожать не только интересам Британии в Европе, но и вся Европа будет в страхе… Считаясь со своими интересами в Европе, британцы должны будут приступить к мобилизации сил Европы против СССР. Ясно, что мы станем в первых рядах этого европейского антисоветского блока; и также нельзя представить этот блок без участия в нём Германии, которая будет контролироваться британцами(…) Мы будем включены в антисоветский европейский блок, организованный британцами, а тем временем мы должны полностью использовать их материальную помощь .»
Между тем, в феврале на Ялтинской конференции между державами был достигнут компромисс по польскому вопросу, предполагавший «реорганизацию» существующего коммунистического правительства «на более широкой демократической базе с включением демократических деятелей из самой Польши и поляков из-за границы». Предполагалось, что в результате будет создано Польское Временное правительство национального единства, которое англо-американцы обещали признать и которое должно в скорейшие сроки провести свободные выборы. При этом англо-американцы в нарушение Ялтинских соглашений понимали «реорганизацию» как создание фактически нового правительства из объединения «лондонских» и «люблинских» поляков, тогда как Сталин собирался свести её лишь к декоративному разбавлению прежнего правительства несколькими некоммунистическими деятелями..
В марте 1945 года руководящие кадры антикоммунистического подполья в тылу действующей Красной Армии — представители эмигрантского польского правительства, находившиеся в Польше, большинство делегатов Совета Национального единства (временного подпольного парламента) и руководители АК-NIЕ были приглашены «генералом советских войск Ивановым» (генералом НКГБ И. А. Серовым) на конференцию по поводу возможного вхождения руководителей антикоммунистического подполья в новое правительство. Они хотели получить 80 % в новым правительствe (нe признавая Временного правительствa Польской Республики). Требовали рейсa в Лондон. Руководителям aнтикоммунистическогo подполья в тылу действующей Красной Армии были даны гарантии безопасности и рейсa в Лондон, однако 27 марта их арестовали в Прушкуве и доставили в Москву. Вопреки приказу (запрещению) Андерса Окулицкий явился на разговоры с «генералом Ивановым». 24 апреля 1945 года Л. Берия ознакомил И. В. Сталина с документом, изъятым у Окулицкого и адресованным полковнику «Славбору», командующему западным обшаром «Не». Окулицкий подтвердил, что документ написан им лично. Давал НКВД показания об организации АК и высказывал (в письменной форме) далеко идущие политические декларации.
5 мая на Сан-Францискской конференции англо-американская делегация выступила с резким заявлением, посвящённым аресту «группы выдающихся демократических деятелей».
Энтони Иден 4 мая 1945 г. поспешил официально откреститься от генерала Окулицкого. 30 мая 1945 года  Гарри Гопкинс в качестве специального посланника президента США поспешил официально откреститься в Кремле  от арестованного генерала Окулицкого и военного подполья в тылу советских войск. На «Процессе шестнадцати» Окулицкий приговорен к десяти годам лишения свободы. Из обвинительного заключения по обвинению Окулицкого Л. Б., Янковского Я. И., Бень А. В., Ясюковича С. И. и других в количестве 16 человек в преступлениях, предусмотренных ст. ст. 58-6, 58-8, 58-9, 58-11 Уголовного Кодекса РСФСР.
«Следствие считает установленным, что:
- 1) обвиняемые по настоящему делу Окулицкий Л. Б., Янковский Я. С, Бень А. В. и Ясюкович С. И. после освобождения территории западных областей Украины и Белоруссии, а также Литвы и Польши, являлись организаторами и руководителями польских нелегальных организаций на этой территории, проводивших активную подрывную работу в тылу Красной Армии;
- 2) обвиняемый Окулицкий при участии обвиняемых Янковского, Бень и Ясюковича, действуя по указаниям польского эмигрантского „правительства“, ложно заявив Советскому военному командованию о роспуске „Армии Крайовой“, в действительности сохранили её штабы, офицерские кадры и на этой базе создали новую законспирированную военно-политическую организацию под наименованием „НЕ“ — „Неподлеглость“ („Независимость“), в целях продолжения подрывной работы в тылу Красной Армии и подготовки военного выступления в блоке с Германией против СССР;
- 3) руководили подрывной деятельностью созданных ими подпольных организаций, направляли её на совершение террористических актов против бойцов и офицеров Красной Армии, диверсий на коммуникациях Красной Армии, неся таким образом всю моральную и политическую ответственность за диверсии и за террористические акты, совершенные в тылу Красной Армии;
- 4) вопреки приказу Советского военного командования об обязательной сдаче приемо-передаточных радиостанций, оружия и боеприпасов, скрыли их и использовали для подрывной работы против Действующей Красной Армии;
- 5) обвиняемый Окулицкий занимался ведением разведывательно-шпионской работы в тылах Красной Армии;
- 6) что обвиняемые Пайдак А. Ю., Пужак К. В., Звежинский А. К., Багинский К. С, Мерзва С. Ф., Стыпулковский З. Ф., Чарновский Е. С, Хацинский И. А., Урбанский Ф. А., Михаловский С. Ф., Кобылянский К. С. и Стемлер-Домбский И. Г. принимали участие в подрывной деятельности польского подполья на территории Польши в тылу Действующей Красной Армии, были осведомлены о невыполнении руководителями подполья приказов Советского военного командования о сдаче приёмо-передаточных радиостанций, оружия и боеприпасов и использовали их в преступных целях.

Обвиняемые Окулицкий, Янковский, Ясюкович, Бень, Пайдак, Звежинский, Чарновский, Кобылянский, Мерзва, Урбанский, Михаловский и Стемлер-Домбский признали себя виновными в предъявленном обвинении полностью и уличаются имеющимися в деле документами, вещественными доказательствами и показаниями свидетелей». Деконспирация  организации антисоветского подполья „Неподлеглость“   и  связи с Лондоном обеспокоила британские власти. После процесса Окулицкий направил письмо Сталину с предложением о политическим сотрудничестве. Судьба Окулицкого после 1945 года в точности не известна. В октябре 1945 г. он был вычеркнут из лондонского списка офицеров. 21 июня 1955 года правительства США и Великобритании обратились в Москву и Варшаву с официальными нотами с вопросом о судьбе осужденных на «процессе шестнадцати», не вернувшихся к тому времени из СССР. В результате в октябре 1955 и в 1956 годах советские власти заявили, что Леопольд Окулицкий скончался в тюрьме на Лубянке 24 декабря 1946 года от сердечного приступа и паралича, его останки были кремированы в Донском крематории.
Эту информацию поставили под вопрос также осужденные на процессе и к тому времени освободившиеся из заключения Адам Бень и Антоний Пайдак, заявившие, что Окулицкий был убит: оба они слышали, как в рождественский сочельник, 24 декабря 1946 года, его выводили из камеры № 62 на расстрел. В мае, августе и декабре 1946 года в отчаянной попытке добиться пересмотра приговора Окулицкий прибегнул к голодовке, был подвергнут принудительному кормлению.
Кенотаф Леопольда Окулицкого находится на Новом Донском кладбище в Москве.

### Комментарии
1. ↑  Принудительное кормление производится путем введения жидкой питательной смеси через катетер, вставленный в нос.

### Сноски
1. ↑  http://www.okulicki.ipn.gov.pl/oku/biogram/2079,Biogram.html
2. ↑  http://okulicki.ipn.gov.pl/oku/biogram/2079,dok.html?poz=7&update=1
3. ↑  Leopold Okulicki // Internetowy Polski Słownik Biograficzny (пол.)
4. ↑  Спецсообщение Л. П. Берии — И. В. Сталину с приложением протоколов допроса Я. И. Янковского и Л. Б. Окулицкого. Дата обращения: 27 марта 2013. Архивировано 21 июля 2013 года.
5. ↑   Архивная копия от 16 мая 2013 на Wayback Machine Документы Армии Крайовой (1943—1945 гг.)
6. ↑  Декларация об освобождённой Европе. Раздел VI. Дата обращения: 30 ноября 2013. Архивировано из оригинала 3 декабря 2013 года.
7. ↑  Письмо И. В. Сталина президенту Рузвельту от 7 апреля 1945 г. Дата обращения: 17 декабря 2021. Архивировано 17 декабря 2021 года.
8. ↑  E.Duraczyński. Generał Iwanow zaprasza. Warszawa, «Alfa», 1989. стр.83
9. ↑  E.Duraczyński. Generał Iwanow zaprasza. Warszawa, «Alfa», 1989. стр.96-103
10. ↑  Jan M. Ciechanowski. Powstanie Warszawskie. Pułtusk-Warszawa,Akademia Humanistyczna im. Aleksandra Gieysztora, 2009.
11. ↑  Владислав Андерс. Без последней главы Архивная копия от 2 июля 2019 на Wayback Machine // «Звезда»: журнал. — 2013. — № 5.
12. ↑  E.Duraczyński. Generał Iwanow zaprasza. Warszawa, «Alfa», 1989. стр.193